# Prädikow
Prädikow ist ein Ortsteil von Prötzel im Landkreis Märkisch-Oderland im Land Brandenburg. Prädikow hat rund 250 Einwohner.

## Geografie
Das Dorf liegt in einem Tal der hügligen, eiszeitlich geformten Landschaft des Oberbarnim in der Märkischen Schweiz. Von Prötzel kommend fließt das Sophienfließ in Richtung Buckower Kessel durch den Ort. Weitere kleinere Gewässer sind die Stanitzseen und der Kirchsee. Die feuchten Wiesen des Ortes bilden die Grundlage für das regelmäßige Brüten eines Storchenpaares in der Ortsmitte.

## Geschichte
Die erste urkundliche Erwähnung der Dörfer „Predicowe“ datiert auf das Jahr 1340. Im Landbuch der Mark Brandenburg 1375 unterschied man zwischen den beiden etwa gleich großen Dörfern Hohen- und Niederprädikow. Bedeutung verlieh ihnen ihre Lage am mittelalterlichen Handelsweg „via vetus“ zwischen Köpenick und der Oder (Wriezen).
Im Dreißigjährigen Krieg fielen Höfe wüst. Im Jahre 1704 wurde kein Unterschied mehr zwischen Nieder- und Hohenprädikow gemacht. Zu Prädikow gehörte lange Zeit auch das Dorf Grunow. 1775 wurden zwei Vorwerke angelegt: Pulshof und Amalienhof.
Verschiedene Adelsfamilien waren Besitzer des Rittergutes, darunter lange Zeit die von Barfuß. Zwischen 1670 und 1706 gehörte das Gut zur Herrschaft Alt-Landsberg des Otto von Schwerin. Anschließend erwarb es die Familie Kameke. 1801 wurde Prädikow neben einigen anderen oberbarnimschen Dörfern von Ernst Jacob von Eckardstein erworben. In dieser Zeit wurden bis zum Beginn des 18. Jahrhunderts zwei Dörfer genannt: Hohenprädikow und Niederprädikow. Im Jahre 1895 lebten 423 Einwohner in Prädikow.

## Bauwerke
In Prädikow befinden sich drei in der Denkmalliste des Landes Brandenburg eingetragene Baudenkmäler. 

### Gutshof

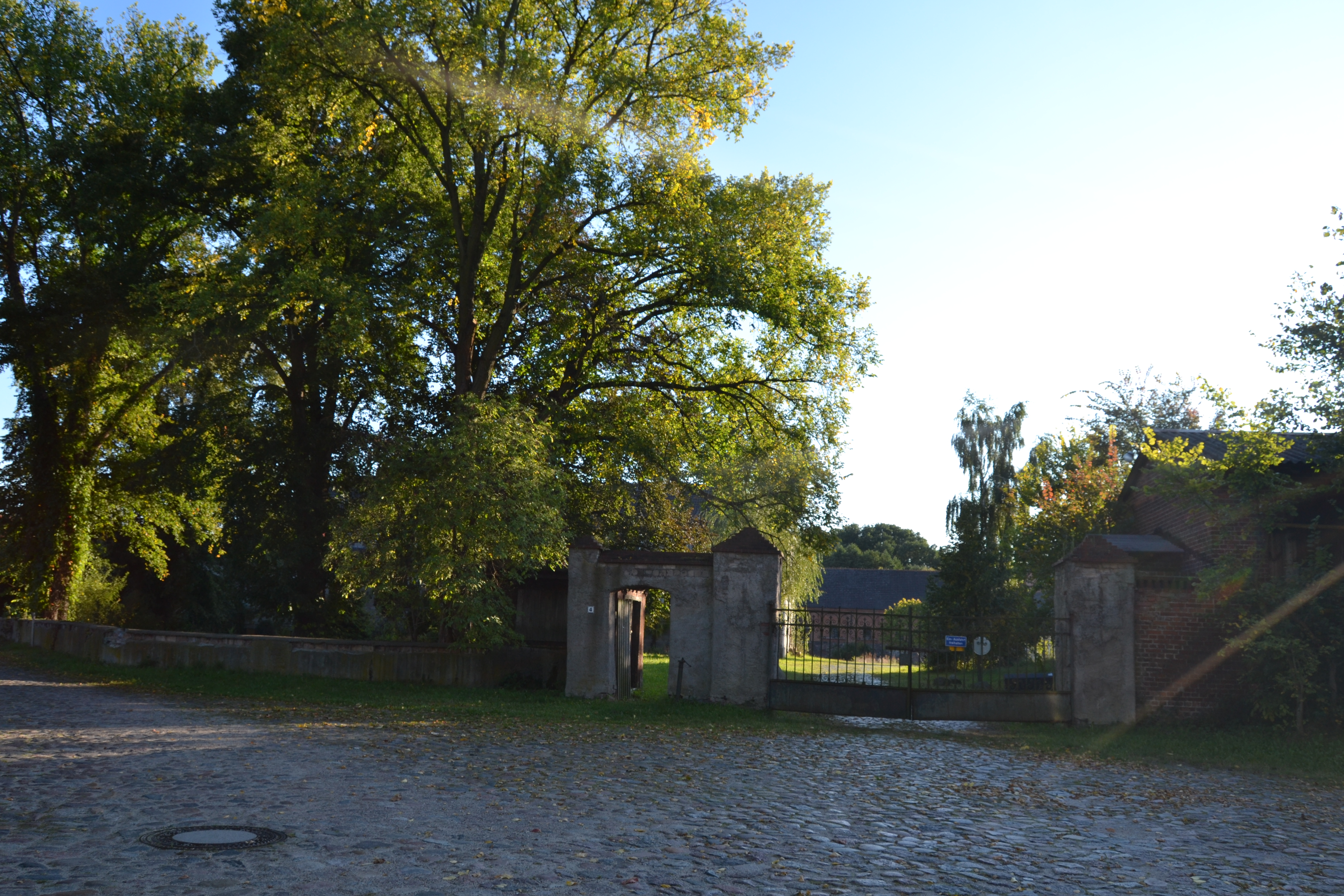
Gutshof Prädikow

An der Dorfstraße 4 liegt ein vierseitiger Gutshof. Der Gutshof ist mit Wohn- und Wirtschaftsgebäuden sowie Zufahrt und Pflasterung in der Denkmalliste des Landes Brandenburg, Landkreis Märkisch-Oderland, eingetragen.
Die meisten der heute erhaltenen Gebäude entstanden im 19. Jahrhundert. 1801 erwarb Ernst Jacob von Eckardstein das Gut und ließ bis zur Jahrhundertwende viele Wirtschaftsgebäude in Feldstein- und Ziegelmauerwerk errichten, unter anderem 1823 eine Brennerei, die zum Hauptwirtschaftszweig des Gutes wurde. Sie wurde erst 2002 stillgelegt.
1945/1946 wurde die Familie Eckardstein enteignet und der Gutshof wurde 1948 ein Volkseigenes Gut (VEG). Nach der Wende übernahm die Treuhand den Hof. Nach mehreren Zwischeneigentümern kaufte 2016 die Stiftung trias das Gut zusammen mit 9 ha Land und überlässt es seit 2017 in Form eines Erbbaurechts der SelbstBau e.G.
Aktuell besteht der Gutshof aus 14 Gebäuden, die von der SelbstBau e.G. nach und nach saniert werden. Als eines der ersten Gebäude hat das Architekturbüro Hütten & Paläste 2021 eine kleine Traktorenscheune unmittelbar neben dem Hoftor umgebaut, die seitdem einen Veranstaltungsraum, ein Café und ein Coworking beheimatet. Zu diesem Zweck unterteilte Hütten & Paläste die Scheune durch zwei freistehende, mit transluzenten Stegplatten beplankten Holzständerwände in drei Raumabschnitte. Der Umbau der Scheune gewann den Initiativpreis des Brandenburgischen Baukulturpreises 2021 und war ein Finalist für den DAM Preis für Architektur in Deutschland 2023.

### Gutsarbeiterhäuser

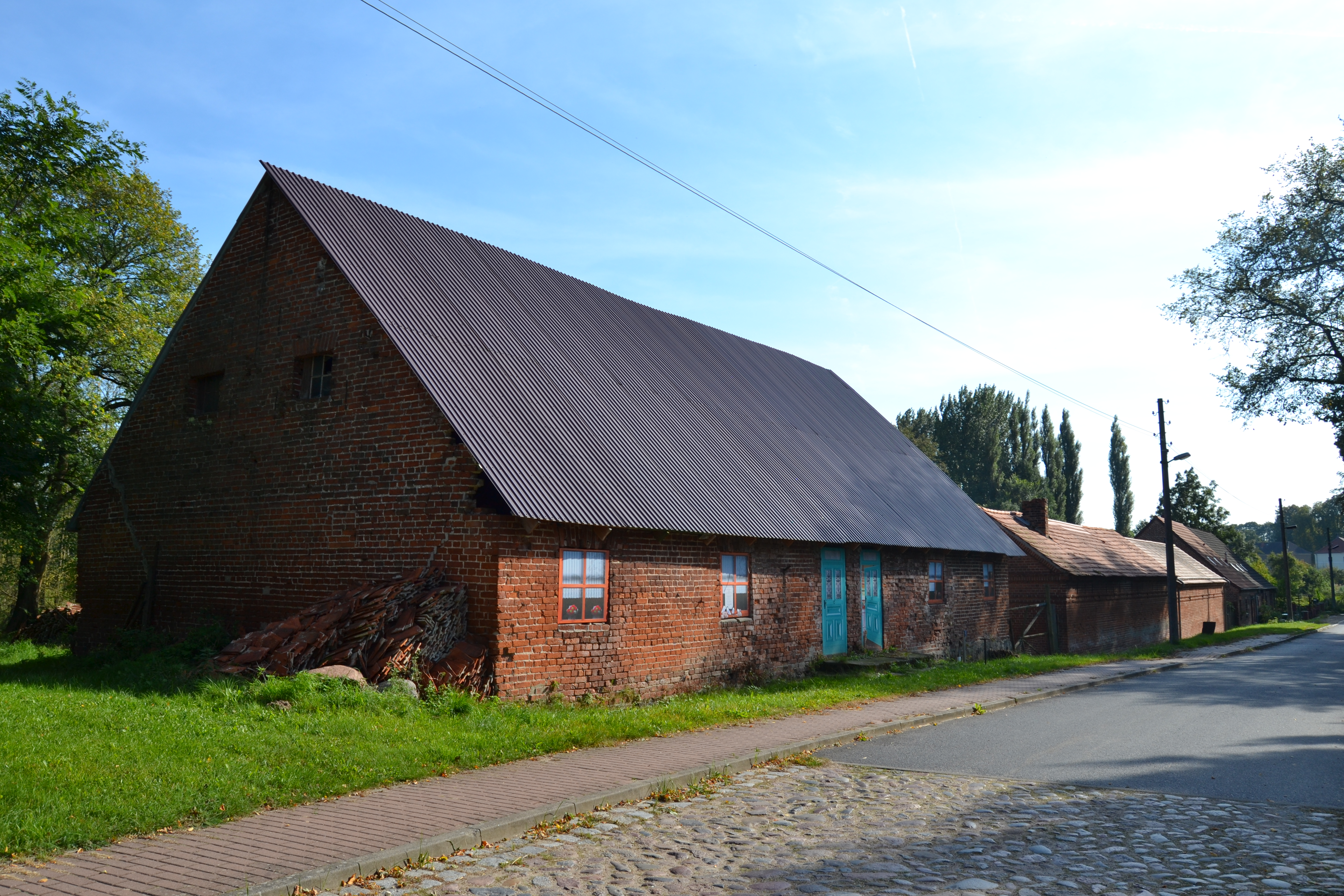
Gutsarbeiterhaus Dorfstraße 13 vor der Sanierung

In der Dorfstraße 12 und 13 befinden sich zwei Vierfamilien-Gutsarbeiterhäuser mit zwei Stallgebäuden und einem Waschhaus. Sie wurden um 1850 errichtet. Die Gebäude stehen in der Denkmalliste des Landes Brandenburg, Landkreis Märkisch-Oderland. Das Gutsarbeiterhaus in der Dorfstraße 13 wurde zwischen 2014 und 2016 fach- und denkmalgerecht saniert.

### Kirche

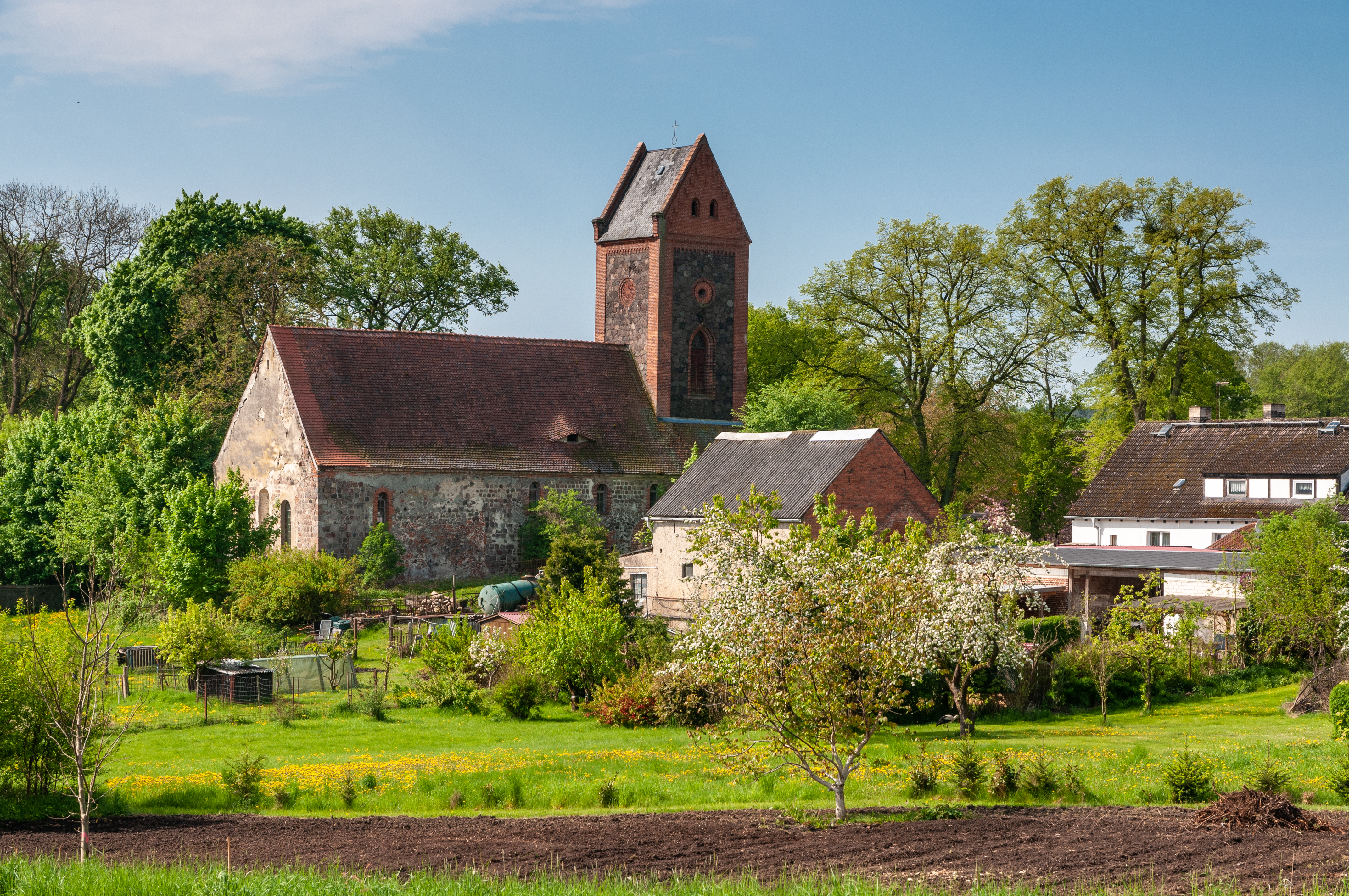
Dorfkirche Prädikow

In leicht erhöhter Lage nördlich des Sophienfließes befindet sich die Kirche. Sie gehörte einst zum Dorf Niederprädikow, an dessen südlichem Rand sie sich befand. Südlich des Fließes lag Hohenprädikow ohne eigene Kirche. Die ursprünglich ungewöhnlich große Grundfläche und die mit den Kirchen von Altlandsberg, Strausberg und Hohenfinow vergleichbare Typologie deuten auf die möglicherweise beabsichtigte Gründung eines größeren Ortes hin. Wohl auch deshalb waren einmal die Kirchen weiterer Orte wie Grunow und Prötzel Tochterkirchen von Prädikow. Im 19. Jahrhundert fand eine letzte Umgestaltung der ehemals dreischiffigen Basilika statt, welche ihr das heutige Aussehen verlieh. Dabei wurde im um 1865 auch der neogotische Turmaufsatz errichtet. Schon zuvor hatte das Gebäude an Substanz eingebüßt. Von den Seitenschiffen sind nur noch Fundamentreste erhalten.
Zur Kirchenausstattung gehört eine Renaissancekanzel aus der Zeit um 1600, in deren Feldern die Evangelisten, die Kreuzigung Christi sowie ein Heiliger (vermutlich Antonius) zu sehen sind. Die Prädikower Kirche besitzt eine Glocke aus dem 13. oder 14. Jahrhundert und eine einmanualige Orgel von Albert Lang. Ein Epitaph aus Sandstein erinnert an die 1733 verstorbene Tochter des Gutsinspektors Ballaunen. Ein Wandbild hinter dem Altartisch wurde in Sgraffito gearbeitet und zeigt das Abendmahl Jesu. Es stammt aus den 1950er Jahren vom Rostocker Restaurator und Künstler Lothar Mannewitz. Weiteres besonderes Inventar, das noch bei Theodor Fontane 1861/1862 Erwähnung fand, ist nicht mehr erhalten.
Das Bauwerk befindet sich zu Beginn des 21. Jahrhunderts in einem schlechten Erhaltungszustand: Das Mauerwerk zeigt tiefe Risse; der Putz im Innenraum ist großflächig abgefallen. Die Kirchengemeinde und ein Förderverein bemühen sich seit vielen Jahre um eine Sanierung; es fehlen jedoch bislang die finanziellen Mittel. Geplant ist, dass im Jahr 2021 die ersten Arbeiten beginnen können.

## Kultur
In Prädikow finden regelmäßig u. a. Feste und Kirchenkonzerte statt. Der Verein „Prädikower Kultur- und Landleben e. V.“ stellt jährlich neue Holzskulpturen her, die längs des Radweges aufgestellt werden. Einmal im Jahr am Tag des Denkmals im September feiert Prädikow das Skulpturenfest, bei dem die neuen Skulpturen vorgestellt und deren Aufstellungsort bekannt gegeben werden.

## Verkehr
Prädikow befindet sich direkt an der B 168. Gekreuzt wird diese vom Radwanderweg Tour Brandenburg, dem mit über 1.000 Kilometer längsten Radfernweg Deutschlands. Ferner führt durch Prädikow die Oberbarnimer Feldsteinroute, ein 41,5 Kilometer langer kultur- und bauhistorischen Wanderweg mit vielen Hinweistafeln zum Baumaterial Feldstein.